# Telegdi Zsigmond
Telegdi Zsigmond (született Weil) (Enying, 1909. december 29. – Budapest, 1994. március 5.) nyelvész, orientalista, a nyelvtudomány kandidátusa (1952), doktora (1979), az MTA Nyelvtudományi Bizottságának (1950) és Általános Nyelvészeti Bizottságának tagja (1959), továbbá Alkalmazott Nyelvészeti Bizottságának elnöke (1964-től). A Szász Tudományos Akadémia külső tagja (1976) és az Országos Idegennyelv-oktatási Tanács elnöke (1967-től).

## Családja
Szülei: Weil Ede ügyvéd, Telegdi Elza (1876–1931). Anyai nagyszülei Telegdi (Trosztler) Zsigmond orvos és Lövensohn Gizella voltak. Felesége Haas Emma középiskolai tanár. 

## Tanulmányai
A székesfehérvári főreáliskolában érettségizett (1928), az Országos Rabbiképző Intézetben (1928–1933); a boroszlói (1929–1930) és a párizsi egyetemen tanult (1930–1931), majd a budapesti Pázmány Péter Tudományegyetemen bölcsészdoktori oklevelet (1933), az iráni filológia tárgykörben magántanári képesítést szerzett (1946). A nyelvtudományok kandidátusa (addigi tudományos tevékenységéért, 1952), doktora (1979).

## Életpályája
Budapesten állástalan tanár, alkalmi szellemi munkákból élt (1933–1945); közben többször munkaszolgálatos (1940-től). A Fővárosi Szabó Ervin Könyvtár tudományos főkönyvtárosa (1945–1948), az Országos Könyvtári Központ alapító igazgatója (1948–1950). A Nyelvtudományi Intézet alapító igazgatója (1950–1951), az átszervezés után az MTA Nyelvtudományi Intézete igazgatóhelyettese és tudományos főmunkatársa (1951–1952), külső tudományos munkatársa és osztályvezetője 1952-től. A Pázmány Péter Tudományegyetem, illetve az ELTE BTK díjtalan tanársegéde (1934–1936), a Török Filológiai Tanszék intézeti tanára, illetve egyetemi docense (1952–1958), az Általános Nyelvészeti és Fonetikai Tanszék egyetemi tanára (1958. szeptember 17. – 1979. június 30.) és a Tanszék vezetője (1958–1973). Iránban (1963) és az USA-ban járt hosszabb tanulmányúton (1965–1966). A bécsi Collegium Hungaricum ösztöndíjasa (1937–1938).
Az iranisztika nemzetközileg is elismert kutatója, elsősorban az újperzsa nyelv történeti és leíró nyelvtanával, illetve a középperzsa (parthus, szogd stb.) nyelvekkel foglalkozott. Telegdi még rabbiképzős éveiben felfigyelt a kelet-turkesztáni és turfáni ásatások során felszínre került, addig eltűntnek tartott, ismeretlen nyelvek írásos emlékeire. Az ő érdeme, hogy a turfáni középperzsa és parthus szövegek jelentőségét a hebraisztika számára felismerte, és már doktori értekezésében hangtörténeti tanulságaikat sikerrel hasznosította. Alapvetően új megállapításokat tett a Kazár Kaganátus idején keletkezett héber nyelvű források, illetve a birodalomról szóló arab történeti munkák nyelvészeti feltárása terén.

## Emlékezete
Laziczius Gyula kényszernyugdíjazása után Magyarországon nem folyt általános nyelvészeti oktatás. Telegdi Zsigmond nevéhez fűződik az 1950-es évek végén a magyarországi általános nyelvészeti kutatások újjászervezése, a tudományág oktatásának kialakítása, a szükséges segédanyagok összeállítása. Budapesten élt és alkotott, a Farkasréti temetőben nyugszik. Halála után, tiszteletére, az ELTE BTK Általános és Alkalmazott Nyelvészeti Tanszéke emlékkonferenciát rendezett, a konferencia előadásait a Nyelvtudományi Közlemények jelentette meg, 1996-ban.

## Tudományos tisztségei
Az MTA Nyelvtudományi Bizottsága (1950-től), Általános Nyelvészeti Bizottsága tagja (1959-től), Alkalmazott Nyelvészeti Bizottsága elnöke (1964-től). A Szász Tudományos Akadémia külső tagja (1976-tól). Az Országos Idegennyelv-oktatási Tanács elnöke (1967-től).

## Szerkesztés
Az Acta Linguistica (1950-től), az Acta Orientalia (1950-től), a Zeitschrift für Phonetik (1974-től) és a Historiographia Linguistica c. folyóiratok szerkesztőbizottságának tagja (1974-től). Az Általános nyelvészeti tanulmányok szerkesztője (1–14. 1963–1983), főszerkesztője (15–18. 1984–1995).

## Főbb művei
- A talmudi irodalom iráni kölcsönszavainak hangtana. Egy. doktori értek. (Bp., 1933)
- Essai sur la phonétique des emprunts iraniens en araméen talmudique. (Journal Asiatique, 1935)
- Eine türkische Grammatik in arabischer Sprache aus dem XV. Jahrhundert. (Körösi Csoma-Archiv, 1937)
- A sémi írás útja a Földközi-tengertől a Csendes-óceánig. (Izraelita Magyar Irodalmi Társulat Évkönyve, 1937)
- Notes sur la grammaire du sogdien chrétien. (Journal Asiatique, 1938)
- A kazárok és a zsidóság. (Izraelita Magyar Irodalmi Társulat Évkönyve, 1940)
- Történelem a középiskolák 1. osztálya számára. Hahn Istvánnal, Harmatta Jánossal, Szabó Árpáddal. (Bp., 1949; 7. kiad. 1956)
- Nyelvünk új korszakának küszöbén. (Magyar Nyelvőr, 1950)
- Über die Partikelkomposition im Neupersischen. (Acta Linguistica, 1955)
- Bemerkungen zu einigen Theorien bezüglich der Wortarten. (Acta Linguistica, 1958)
- Zur Morphologie des Neupersischen. (Acta Orientalia, 1961)
- A nyelvtudomány újabb fejlődéséről. (Magyar Tudomány, 1961)
- Über die jüngere Entwicklung der Sprachwissenschaft. – Zur Morphologie des Neupersischen. (Acta Linguistica, 1961)
- Bevezetés a nyelvtudományba. 1–2. Egy. jegyz. (Bp., 1961–1964; 16. kiad. 1974; 28. kiad. 1990; 31. kiad. 2001)
- Zur Unterscheidung von Substantiv und Adjektiv im Neupersischen. (Acta Orientalia, 1962)
- A nyelvtudomány meghasonlásáról. (Általános nyelvészeti tanulmányok. 1. Bp., 1963)
- Über einen Fall von struktureller Homonymie im Persischen. (Acta Orientalia, 1964)
- Normalizáció és történelem. (Általános nyelvészeti tanulmányok. 4. Bp., 1966)
- Struktur und Geschichte. Zur Auffassung ihres Verhältnisses in der Sprachwissenschaft. (Acta Linguistica, 1967)
- Begründungen der historischen Grammatik. (Hága, 1967)
- La construction abrui muhoyas daroz en tadjik. (London, 1970)
- A transzformációs generatív grammatika történeti előzményeiről. (A magyar nyelv generatív nyelvtana. Szerk. is. Károly Sándorral. Bp., 1969)
- Nyelvelmélet és nyelvtipológia humboldti egysége. (Nyelv és gondolkodás. Szerk. is. Általános nyelvészeti tanulmányok. 7. Bp., 1970)
- Török nyelvi hatás a tadzsikban. (Nyelvtudományi Közlemények, 1971)
- Az igei szókincs organikus összetételének átalakulása a perzsában. (Bp., 1977)
- Bevezetés az általános nyelvészetbe. A 13. és a 16. fejezetet Balázs János írta. Egy. tankönyv. (Bp., 1977; 2. kiad. 1979; 3. kiad. 1984; 4. kiad. 1986; 5. kiad. 1989; 6. kiad. 1992; 7. kiad. 1995)
- Az igei szókincs organikus összetételének átalakulása a perzsában. Doktori értek. (Bp., 1979)
- Ein Beitrag zur Kenntnis von Humboldts Linguistik. (Bp., 1987)
- A magyar nyelvtanírás kezdetei és a héber grammatika. (MTA Judaisztikai Kutatócsoportja értesítője, 1990)
- Opera Omnia. T. Zs. művei. I–II. köt. Sajtó alá rend. Jeremiás Éva. (Acta et studia. Piliscsaba–Bp., 2006–2007) szerk.: Szovjet nyelvtudományi értekezések. Szerk. (Bp., 1953)
- A matematikai nyelvészet és a gépi fordítás kérdései. Szerk. Kalmár Lászlóval. (Általános nyelvészeti tanulmányok 2. Bp., 1964)
- Szöveggyűjtemény az általános nyelvészet tanulmányozásához. (Bp., 1968; 2. kiad. 1971; 3. kiad. 1972; 4. kiad. 1974; 5. kiad. 1980; 6. kiad. 1985; 7. kiad. 1986; 8. kiad. 1988; 9. 1990)
- Előkészítő dolgozatok a magyar nyelv generatív nyelvtana témakörből. Szerk. Károly Sándorral. (Általános nyelvészeti tanulmányok. 6. Bp., 1969)
- Nyelv és társadalom. Szerk. Szépe Györggyel. (Általános nyelvészeti tanulmányok. 8. Bp., 1972)
- Grammatikai tanulmányok. Szerk. Dezső Lászlóval. (Általános nyelvészeti tanulmányok. 9. Bp., 1973)
- A nyelv hangdomíniuma. Szerk. Szépe Györggyel. (Általános nyelvészeti tanulmányok. 10. Bp., 1974)
- Hagyományos nyelvtan – modern nyelvészet. Egy. segédkönyv. Szerk. (Bp., 1974)
- A szöveg megközelítései. Szerk. Szépe Györggyel. (Általános nyelvészeti tanulmányok. 11. Bp., 1976)
- Az emberi nyelv sokfélesége. Szerk. Dezső Lászlóval, Hajdú Péterrel. (Általános nyelvészeti tanulmányok. 13. Bp., 1981)
- A nyelvről való gondoskodás története. Szerk. Szépe Györggyel. (Általános nyelvészeti tanulmányok. 11. Bp., 1976)
- ilhelm von Humboldt válogatott írásai. Szerk., az utószót írta. Ford. Rajnai László. (Bp., 1985) ford.: Platón: A lakoma. Ford., a bevezető tanulmányt írta. (Officina Könyvtár. 1. Bp., 1941)
- Platón: A lakoma. Ford. Az utószót írta Falus Róbert, ill. Kondor Lajos. (Új Elzevir Könyvtár. Bp., 1961)
- Platón: A lakoma. (A világirodalom klasszikusai. Platón válogatott művei. Bp., 1983)
- Wilhelm von Humboldt válogatott írásai. (Bp., 1985)
- Platón: A lakoma. T. Zs. fordítását az eredetivel egybevetve javította Horváth Judit. Az utószót Steiger Kornél írta. (Platón összes műve kommentárokkal. Bp., 1994)
- Platón: A lakoma. (Európa Diákkönyvtár. Bp., 2001, 2004, 2009).